# ای۱۰
ای۱۰ (انگلیسی: A10) شرکت سخت‌افزار آمریکایی است، که در سال ۲۰۰۴ تأسیس شد.